# Mem (litera)

Fenicka litera mem

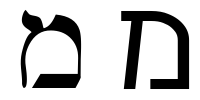
Hebrajska litera mem w kroju pisma (kolejno od prawej do lewej): nowoczesnym bezszeryfowym i tradycyjnym

Mem (ם ,מ) — jest trzynastą literą alfabetów semickich, m.in. fenickiego, aramejskiego, hebrajskiego.
W hebrajskim odpowiada dźwiękowi [m], jak np. meszuga משוגע (szalony) lub jeladim ילדים (dzieci).